# 藤原元真
藤原元真（日语：／ Fujiwara no Motozane */?，？—？）是日本平安時代貴族和歌人。和歌方面，他有28首作品收錄於敕撰和歌集，初次收錄為《後拾遺和歌集》，為三十六歌仙之一。

## 生平
元真是甲斐守藤原清邦（又稱藤原清國）的三子，其母是紀名虎之女。根據《三十六人歌仙傳》記載，元真在承平5年（935年）2月就任為加賀掾，天慶3年（941年）12月出任玄蕃允，天慶8年（945年）10月升任為玄蕃大允。天曆6年（952年）3月，他獲任命為修理少進。天德5年正月7日（961年1月26日），他獲敘為從五位下，康保3年正月27日（966年2月20日）就任丹波介。此外，根據其家集《元真集》記載，他曾經出仕於藏人所。

## 和歌
| 敕撰和歌集     | 新編國歌大觀編號                             |
| -------------- | -------------------------------------------- |
| 後拾遺和歌集   | 76、107、773、807、808、969、984             |
| 詞花和歌集     | 35                                           |
| 新古今和歌集   | 188、337、1059、1060、1112、1343、1420、1424 |
| 續古今和歌集   | 1052                                         |
| 玉葉和歌集     | 478                                          |
| 續後拾遺和歌集 | 274、541、848                                |
| 風雅和歌集     | 220、278、992、1135                          |
| 新千載和歌集   | 1115                                         |
| 新拾遺和歌集   | 1601                                         |
| 新後拾遺和歌集 | 1055                                         |

元真總共有28首和歌收錄於敕撰和歌集，作品大多靈活運用到各種名歌或歌語，類型方面以戀歌為主，也有優美清新或連結至《伊勢物語》世界的抒情作品。根據收錄於《元真集》的和歌的詞書（新編國歌大觀編號154）記載，他在12歲時已經創作和歌，不過他作為《後撰和歌集》時期的歌人，他的作品未獲收錄至《後撰和歌集》以至《拾遺和歌集》。
歌合方面，元真曾經參與天曆10年5月29日（956年7月9日）舉行的宣耀殿女御瞿麥合、天德3年8月23日（959年9月28日）的齋宮女御徽子女王前栽合、天德3年9月18日（10月22日）的中宮女房歌合、天德內裏歌合、寬弘4年1月至翌年2月（1007年至1008年）的前十五番歌合。屏風歌方面，他也有參與朱雀院御屏風以及由藤原安子在天曆11年（957年）4月舉行的藤原師輔算賀五十賀。

## 作品
| 西本願寺本元真集版本 | 三十六人撰版本 |
| -------------------- | -------------- |
|                      |                |

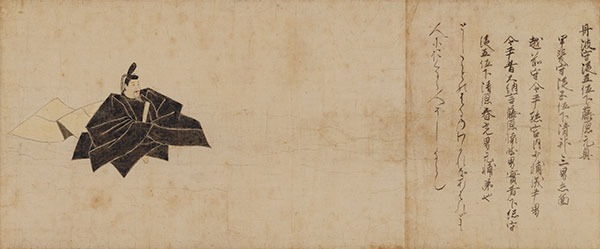
佐竹本三十六歌仙繪卷中的藤原元真，其中的和歌即此歌

這首和歌收錄於《元真集》，新編國歌大觀編號是191，詞書是「在遠行時不要縫製小袿」，《金玉和歌集》的詞書則是「在藏人所餞別過」（蔵人所にてせんしける），嘉禎本、專大本和貞和本《和漢朗詠集》的詞書是「在藏人所餞別」（蔵人所にて餞す），另外《和漢朗詠集》也誤將作者記載為「清原元真」。此歌的意思是在每年春天送別他人時雖然讓我深感悲傷，但是我深知更加悲傷的是留下來的總是自己，為一首感嘆自己未能在除目時獲任命為地方官的作品，意境與大江以言收錄於《和漢朗詠集》的作品（新編國歌大觀編號634）類同。此歌同時收錄於《前十五番歌合》、《三十六人撰》和《深窓秘抄》。
首句的意思是每年，《和漢朗詠集》寫作。第二句的字面意思是指春天的分離，暗指每年春天舉行的除目，獲任地方官者由於赴任而與留在平安京的人分開，為定本《和漢朗詠集》寫作。第三句的意思是深感悲傷，用作強調，用例有收錄於《拾遺和歌集》中的作品（新編國歌大觀編號950）。第四句和末句的意思是深知自己落後於人，暗指其每年春天的除目也未獲任官，與赴任者離去的悲傷相比，我深知更加悲傷的是留下來的總是自己。

## 家集
元真的家集是《元真集》，前半部分以屏風歌和歌合歌等公開場合的和歌為主，涵蓋朱雀院和內裏的屏風歌、障子歌、藤原師輔五十賀、天德四年內裏歌合時受雙方所託而作的30首作品以及宣耀殿女御瞿麥合等散佚歌合的和歌等等，後半部分則多為與日常生活相關的個人和歌，推測採錄至敕撰和歌集的原始資料，大多沒有詞書。版本方面，家集分為六類，推測均源自同一祖本，分別是第一類的冷泉家時雨亭文庫藏「元真集」系統、第二類的西本願寺本系統、第三類的冷泉家時雨亭文庫藏資經本系統、第四類的傳藤原俊成筆本（加賀切）、第五類的歌仙家集本系統以及第六類的冷泉家時雨亭文庫藏承空本。

### 第一類和第二類
屬於冷泉家時雨亭文庫藏「元真集」系統的有冷泉家時雨亭文庫藏元真集和宮內廳書陵部藏丙本（書架編號501・124），為家集中收錄歌數最多的一類，總共有342首，其中第69首、第112首、第115首、第132首和第174首為後來補上。冷泉家時雨亭文庫藏元真集是長22.6厘米，寬15厘米的綴葉裝，封面是源於江戶時代的金銀泥花草布紋雁皮紙，其左上方的外題寫有「元真」二字，正文是楮紙，47頁著墨，書風是鎌倉時代中期，書中各處也有與正文筆跡相同的修訂和補筆，推測是在書寫完成後再以其他版本作校對而來，為宮內廳書陵部藏丙本（書架編號501・124）的祖本。
屬於西本願寺本系統的有西本願寺本、宮內廳書陵部藏本（書架編號511・2）、池田龜鑑藏中院通茂本、蓬左文庫藏本、醍醐本、島田良二藏豐前本、群書類從本、神宮文庫藏通勝本、聖母清心女子大學藏飛鳥井雅章本（書架編號188）、京都女子大學藏飛鳥井雅章本和陽明文庫藏本等等。此類的收錄歌數多為337首，其中群書類從本以及其祖本豐前本則缺少西本願寺本的第58首、第108首、第110首、第131首、第133首、第168首、第208首和第311首。
西本願寺本的料紙是唐紙、厚紙、薄紙、打曇紙、墨流紙和陸奧紙等等，86頁著墨，四頁白紙。一面五至九行書寫，以八行最多，其次是七行和九行，五行和六行則分別有一頁和八頁，和歌多為一首三行，一首兩行或分散成四行來寫的較少，以平假名混合草書寫成。與宮內廳書陵部藏丙本（書架編號501・124）相比，西本願寺本缺少其第13首、第112首、第172首、第204首和第210首。

### 第三類和第四類
屬於冷泉家時雨亭文庫藏資經本系統的有冷泉家時雨亭文庫藏資經本和宮內廳書陵部藏本（書架編號510・12），收錄歌數是337首，冷泉家時雨亭文庫藏資經本是長23厘米，寬15.2厘米的綴葉裝，封面和正文同為布紋白色楮紙，其左上方的外題寫有「元輔 廿五」，48頁著墨，一面十行，和歌一首兩行，詞書隔兩個空格書寫，奧書是「清原元輔元真也非元輔也 深養父孫下總守春元息」和「永仁元十一四日書了 藤資經（花押）」，反映此版本由藤原資經書寫於永仁元年11月4日（1293年12月3日），並且推測其在抄寫過程時發現此版本並非《元輔集》，因此在封面作出修訂以及寫上勘物「元真也非元輔也」，宮內廳書陵部藏本（書架編號510・12）則是資經本在江戶時代的手抄本。與宮內廳書陵部藏丙本（書架編號501・124）相比，資經本缺少其後來補上的5首。
傳藤原俊成筆本又稱為加賀切，推測書寫自平安時代末期至鎌倉時代初期，傳稱筆者是藤原俊成，不過筆跡並不一致，原為加賀藩的藏品，後來由古筆了任繼承。1926年，了任將其分割，並且取名加賀切，1927年通過古鏡社出版原版的完整複製本，長21.1厘米，寬13.4厘米，原本的封面有由藤原定家書寫的外題，收錄歌數是335首，一面行數不定，和歌則是一首兩行書寫。與宮內廳書陵部藏丙本（書架編號501・124）相比，傳藤原俊成筆本缺少第69首、第112首、第132首、第208首、第211首、第262首和第274首。

### 第五類和第六類
屬於歌仙家集本系統的有正保版歌仙家集本、宮內廳書陵部藏本（書架編號506・8）、內閣文庫藏本（書架編號201・433和201・434）、靜嘉堂藏傳烏丸光廣本、京都大學藏本、廣島大學藏本、神作光一藏本、島田良二藏三十人集、陽明文庫藏本（書架編號10・68和212）和聖母清心女子大學藏本（書架編號190）。此類的收錄歌數是335首，與宮內廳書陵部藏丙本（書架編號501・124）相比缺少第13首、第69首、第110首、第159首、第172首、第204首和第210首。
冷泉家時雨亭文庫藏承空本是長14.7厘米，寬21.9厘米的袋綴，封面和正文均是有紙背文書的楮紙，封面中央部分是寫有「藤原元真集」的外題，左下是承空本獨有的花押，25頁著墨，一面大多為二十行，和歌按上下句兩行書寫，奧書是「永仁六年六月廿四日於 室町宿所書寫了 承空」和「承空上人 寄進之」，反映此版本是由承空書寫於永仁6年6月24日（1298年8月2日）。承空本的收錄歌數是333首，另有5首書寫於行間（新編國歌大觀編號101、215、274、286和287），與宮內廳書陵部藏丙本（書架編號501・124）相比缺少其第13首、第172首、第204首和第210首，為介乎於西本願寺本和歌仙家集本系統之間的一類。
| 版本                                   | 底本                                             | 影印版                 | 參考資料      |
| -------------------------------------- | ------------------------------------------------ | ---------------------- | ------------- |
| 冷泉家時雨亭文庫藏「元真集」           | —                                                | 冷泉家時雨亭叢書       | [ 20 ]        |
| 宮內廳書陵部藏丙本（書架編號501・124） | 御所本三十六人集〔二十家集本〕                   | [ 26 ]                 | [ 21 ]        |
| 西本願寺本                             | 西本願寺本三十六人集精成 私家集大成 新編國歌大觀 | 西本願寺本三十六人家集 | [ 18 ] [ 10 ] |
| 冷泉家時雨亭文庫藏資經本               | —                                                | 冷泉家時雨亭叢書       | [ 24 ]        |
| 宮內廳書陵部藏本（書架編號510・12）    | 御所本三十六人集 本文・索引・研究                | 御所本三十六人集       | [ 21 ] [ 10 ] |
| 傳藤原俊成筆本（加賀切）               | 王朝文學                                         | —                      | [ 10 ]        |
| 正保版歌仙家集本                       | 國歌大系 續國歌大觀 合本三十六人集               | —                      | [ 22 ] [ 27 ] |
| 冷泉家時雨亭文庫藏承空本               | —                                                | 冷泉家時雨亭叢書       | [ 25 ]        |

## 古筆
| 古筆 | 名稱   | 傳稱筆者 | 新編國歌大觀編號             | 收錄文獻                                                                    |
| ---- | ------ | -------- | ---------------------------- | --------------------------------------------------------------------------- |
|      | 御藏切 | 小大君   | 135、136、137                | 日本古筆名葉集                                                              |
|      | 元真集 | 藤原俊成 | 1、2、3                      | 布留美（ ）                                                                 |
|      | 加賀切 | 藤原俊成 | 17、18、19                   | 某家所藏品拍賣（某家所蔵品売立）（名古屋）昭和十一年十月十七日                            |
|      | 加賀切 | 藤原俊成 | 111、108、111、112、113      | 古筆大辭典                                                                  |
|      | 加賀切 | 藤原俊成 | 117、118、119                | 縣下關町瓢瓢庵仝町淡淡軒所藏品拍賣 （県下関町瓢々庵仝町淡々軒所蔵品売立）（岐阜萬松館）昭和十三年三月三十一日 |
|      | 加賀切 | 藤原俊成 | 201、202、203、205           | 岐阜縣竹鼻町某大家當市中區某家所藏品拍賣 （岐阜県竹鼻町某大家当市中区某家所蔵品売立）（名古屋）昭和三年十月十六日   |
|      | 加賀切 | 藤原俊成 | 209、210、211、212、213      | 黑田翠竹居所藏品拍賣（黒田翠竹居所蔵品売立）（名古屋）昭和六年五月二十九日                      |
|      | 加賀切 | 藤原俊成 | 336、337                     | 天埜家愛藏品拍賣（天埜家愛蔵品売立）（名古屋）昭和六年一月二十四日                          |
|      | 御藏切 | 小大君   | 137、138                     | 高㮤帖                                                                      |
|      | 加賀切 | 藤原俊成 | 30、31、32                   | 思文閣墨蹟資料目錄第216號                                                   |
|      | 加賀切 | 藤原俊成 | 224、225、226、227、228、229 | 平安和鎌倉的古筆（平安・鎌倉の古筆）                                                        |

## 文化財
| 名稱                                     | 名義                                     | 所藏             | 指定日期      | 指定類型   | 參考資料      |
| ---------------------------------------- | ---------------------------------------- | ---------------- | ------------- | ---------- | ------------- |
| 元真集                                   | 三十六人家集                             | 本願寺           | 1951年6月9日  | 國寶       | [ 31 ] [ 32 ] |
| 紙本著色藤原元真像（佐竹本三十六歌仙切） | 紙本著色藤原元真像（佐竹本三十六歌仙切） | 文化廳           | 1959年6月27日 | 重要文化財 | [ 33 ]        |
| 冷泉家時雨亭文庫藏資經本                 | 私家集（色紙）                           | 冷泉家時雨亭文庫 | 1983年6月6日  | 重要文化財 | [ 34 ] [ 24 ] |
| 冷泉家時雨亭文庫藏承空本                 | 私家集（承空本）                         | 冷泉家時雨亭文庫 | 1987年6月6日  | 重要文化財 | [ 35 ] [ 25 ] |
| 元真集斷簡                               | 手鑑「高松」（百八十六葉）               | 三井紀念美術館   | 1989年6月12日 | 重要文化財 | [ 36 ]        |
| 冷泉家時雨亭文庫藏「元真集」             | 私家集                                   | 冷泉家時雨亭文庫 | 2002年6月26日 | 重要文化財 | [ 37 ] [ 20 ] |

## 註解
1. ↑  新編國歌大觀編號128的詞書[3]。
2. ↑  前者收錄於《後拾遺和歌集》，後者收錄於《新古今和歌集》，新編國歌大觀編號分別是76和1112[8]。
3. ↑  詞書是指寫在和歌前的一些語句，用於說明該和歌的主題或寫作動機等等[9]。
4. 1 2 3  僅有下半句[3]。
5. 1 2 3 4 5  僅有詞書[3]。
6. 1 2 3  僅有上半句[3]。

## 外部連結
- . 國書數據庫 （日语）.
- . 國際日本文化研究中心和歌數據庫 （日语）.